# Tsuman
Tsuman (ucraniano: Цу́мань; polaco: Cumań) es un asentamiento de tipo urbano de Ucrania perteneciente al raión de Lutsk de la óblast de Volinia.
En 2017, la localidad tenía 6507 habitantes. Desde 2017 es sede de un municipio, que tiene una población total de casi trece mil habitantes e incluye quince pueblos como pedanías: Bashlyký, Berestiane, Horodyshche, Hremyache, Dubyshche, Známyrivka, Kadyshche, Karpýlivka, Klubochýn, Lypne, Romáshkivka, Sylne, Skrehotivka, Jolonévychi y Yákivtsi.
Se ubica unos 30 km al este de Lutsk, a orillas del río Putýlivka, en el cruce de las carreteras T0212 y T0313, junto al límite con la óblast de Rivne, en el entorno del parque natural nacional de Tsumanska Puscha

## Historia
Se conoce la existencia de la localidad en documentos desde 1557. Desde sus orígenes fue una localidad rural que formaba parte de un señorío de la familia noble Radziwiłł. La RSS de Ucrania le dio el estatus de asentamiento de tipo urbano en 1940. Antes de la fundación del actual municipio en 2017, Tsuman era sede de un ayuntamiento urbano en el raión de Kívertsi, que únicamente incluía como pedanía a Kadyshche.